# L'ebreo internazionale

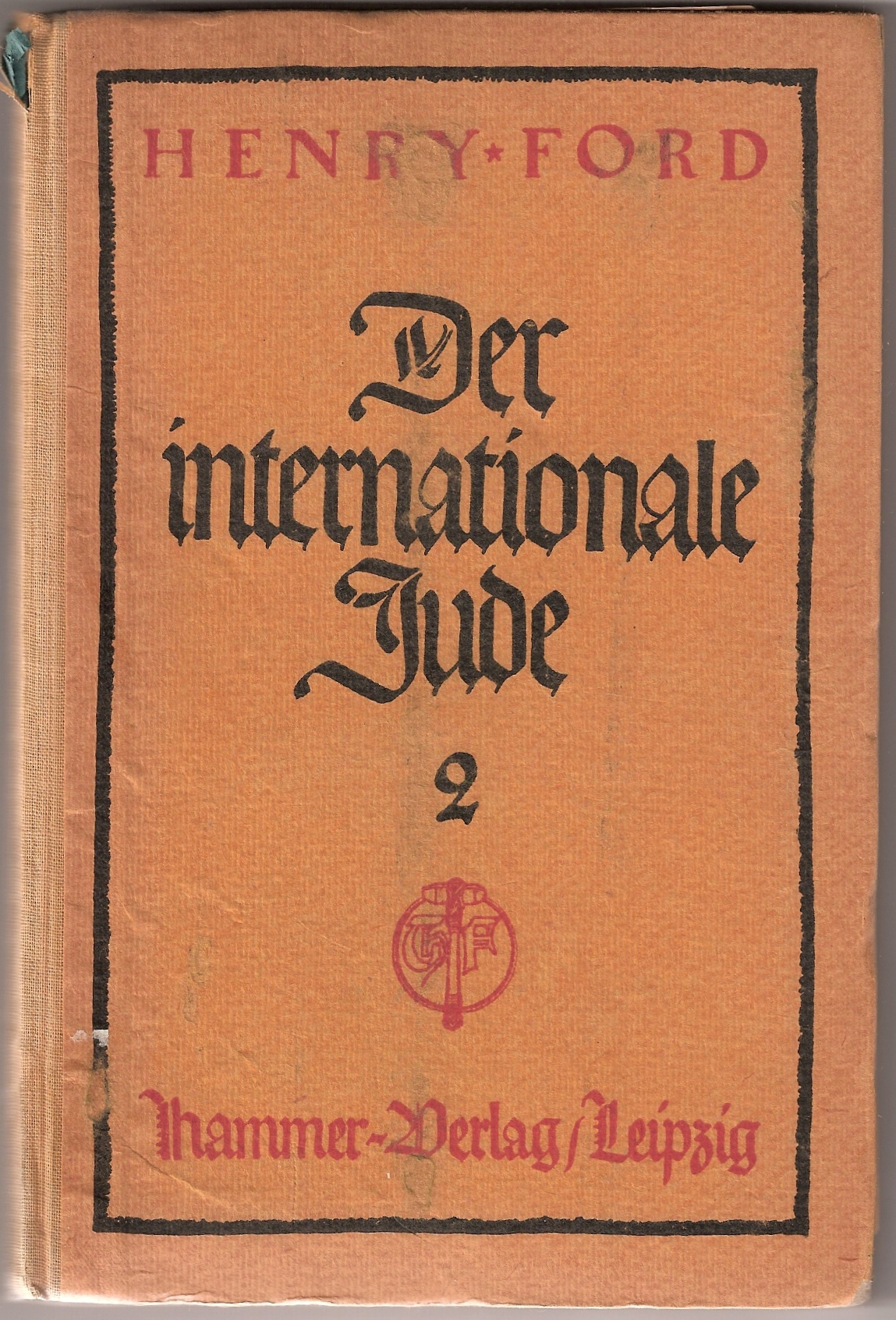
L'edizione tedesca del 1922, dalla quale Hitler prese spunto per il suo Mein Kampf

L'ebreo internazionale è un'opera dell'imprenditore statunitense Henry Ford, pubblicata per la prima volta nel 1920.

## Contesto
Il libro fu pubblicato con il titolo completo The International Jew, the World's Foremost Problem (in italiano L'ebreo internazionale, il problema più importante del mondo) da The Independent Dearborn, un settimanale antisemita di estrema destra, controllato da Ernest Liebold, segretario privato di Henry Ford.
L'ebreo internazionale è una corposa opera in quattro volumi, dai forti toni antisemiti, che fu tradotta in sei lingue, tra le quali il tedesco, ed ebbe grande apprezzamento da parte di Adolf Hitler, che ne fece una delle principali fonti di ispirazione per la dottrina nazista. Nel suo Mein Kampf, Hitler cita testualmente diverse parti del libro di Henry Ford.
L'imprenditore statunitense ed il dittatore tedesco, uniti da reciproca ammirazione, diedero corso ad iniziative comuni di ordine finanziario e industriale. Nel 1938, per i grandi meriti riconosciuti dalla Germania nazista, Henry Ford fu insignito con l'Ordine dell'Aquila tedesca. In Italia, il libro fu pubblicato nel 1938, dopo la svolta antisemita del regime fascista, nella traduzione di Enzo Gemignani.